# ヤー・スィーン (クルアーン)
『ヤー・スィーン』とは、クルアーンにおける第36番目の章（スーラ）。83の節（アーヤ）から成る。
章の冒頭に神秘文字（Muqatta'at）が置かれているもの（計29スーラ）のうちの一つ。
ヤー・スィーンとは、ムハンマドの別名。本章は「クルアーンの心臓」とも呼ばれる。例えば最後の83節は啓示の核心を説いているとされるように、ムスリムが最も重んじる章句の一つといわれる。